# De universo

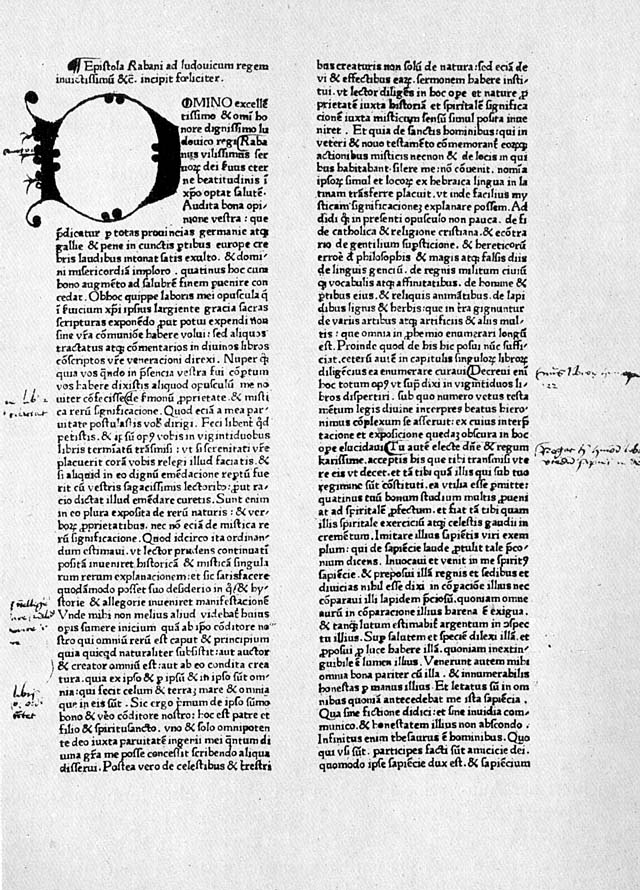
Früher Druck von De universo mit handschriftlichen Marginalien.

De Universo bzw. De rerum naturis ist eine Enzyklopädie des Rabanus Maurus (ca. 780–856).

## Inhalt
Rabanus Maurus (auch bekannt als Hrabanus Maurus), der Praeceptor Germaniae („Lehrmeister Deutschlands“) und Schüler Alkuins, veröffentlichte 847 eine 22-bändige Enzyklopädie, die er Bischof Haimo von Halberstadt widmete, „mit der ausdrücklichen Absicht, ihm und seine Geistlichen in einer bücherarmen Gegend ein Hilfsmittel bei der Erfüllung ihrer seelsorgerlichen Aufgaben, insbesondere bei der Glaubensverkündigung, an die Hand zu geben.“
Im Unterschied zu der Enzyklopädie Isidors, den Etymologiae, die eine wichtige, aber keineswegs die einzige Quelle für das Werk  des Rabanus Maurus darstellte und mit der er das Ziel der „Darstellung der gesamten Wirklichkeit, der sichtbaren  und der unsichtbaren Welt“, teilte, behandelte Rabanus Maurus nicht nur die  Bedeutung der Wörter und Eigenschaften der Dinge (de rerum Naturis et verborum proprietatibus), sondern darüber hinaus deren mystische Bedeutung (de mystica earundem rerum significatione) im Rahmen der auf dem Prinzip des mehrfachen Schriftsinns beruhenden allegorischen Bibelexegese. Dadurch wurde das Werk ein Handbuch der biblischen Hermeneutik, indem es die allegorischen Auslegungen aus den Kommentarwerken der maßgeblichen spätantiken Autoritäten  wie des Hieronymus, Augustinus, Gregor des Großen exzerpierte und griffbereit unter dem jeweiligen Stichwort zur Verfügung stellte.
Die Gliederung des Werks beruht dementsprechend nicht wie die Isidors auf dem System der septem artes liberales, sondern nimmt ihren Ausgang vom Höchsten Guten, dem Schöpfergott, und behandelt die Dinge in absteigender Folge entsprechend ihrer Stellung innerhalb der Hierarchie der kosmischen Ordnung. Die Einteilung in 22 Bücher entspricht der Anzahl von 22 Büchern des Alten Testaments  (nach Isidor, etym. 6, 1, 3), womit die Funktion des Ganzen als eine Hinführung zum Neuen Testament, eine Art neutestamentlicher  Propädeutik, sinnfällig wurde.
Die Enzyklopädie, deren Titel in der Überlieferung stark variiert, ist in zahlreichen Handschriften vom 9. bis zum 15. Jahrhundert, darunter mehreren illustrierten (deren älteste ist Montecassino, Biblioteca dell’Abbazia, cod. 132, ca. 1022/23) überliefert und wurde erstmals vor 1467 in Straßburg bei Adolf Rusch gedruckt unter dem Titel De rerum naturis seu de universo.
Wie bereits Isidor versuchte auch Rabanus, das Wissen der damaligen Zeit aus Werken antiker und frühmittelalterlicher Autoren zu kompilieren. Bemerkenswert ist jedoch eine Neubewertung der Medizin zur Zeit Karls des Großen; Rabanus Maurus fordert in seiner Aufstellung klerikaler Bildungsziele erstmals auch medizinische Grundkenntnisse ein, was zuvor undenkbar gewesen war, als die Medizin noch als Eingriff in den göttlichen Heilsplan galt und ausschließlich das Gebet und die Hinwendung zu Gott und den Heiligen als zulässige Maßnahmen gegen Krankheit angesehen wurden.